# Club Calzada
El Club Calzada fue un club de fútbol español de la ciudad de Gijón fundado en el año 1924. Desapareció en el mes de julio de 1969 tras fusionarse con el Pelayo C. F. para formar el U. D. Gijón Industrial.

## Historia
El Club Calzada fue fundado en el año 1924 y su primera etapa concluyó con el estallido de la Guerra Civil Española, en 1936. Tras un periodo de inactividad, el club resurgió en el mes de julio de 1947 bajo la presidencia de Ángel Blanco. Comenzó compitiendo en la Segunda Regional en la temporada 1947/48 y, tras proclamarse campeón del grupo 2, consiguió el ascenso a Primera Regional. En la nueva categoría fue subcampeón durante las dos campañas siguientes y en la 1950/51 promocionó a la Tercera División tras finalizar el torneo en el primer puesto. Allí se mantuvo durante trece temporadas consecutivas y llegó a disputar una liguilla previa a la fase de ascenso a Segunda División en la campaña 1957/58, sin conseguir clasificarse finalmente.
En la temporada 1963/64 se produjo su descenso a Primera Regional, aunque recuperó la categoría un año después tras conseguir ser de nuevo campeón. En esta ocasión, su periplo por la Tercera División duró tres años, hasta la campaña 1967/68. En el mes de julio de 1969, después de haber competido una temporada en Primera Regional, se fusionó con el Pelayo C. F. para formar el U. D. Gijón Industrial.

## Uniforme
- Uniforme titular: camiseta azulgrana a rayas verticales, pantalón azul y medias azulgranas a franjas horizontales.

## Estadio
El terreno de juego utilizado por el Calzada fue el campo de El Frontón, situado en el barrio de Jove en Gijón. Fue inaugurado en el año 1947 y, tras la fusión con el Pelayo C. F., pasó a ser propiedad del U. D. Gijón Industrial.

## Datos del club
- Temporadas en Primera División: 0
- Temporadas en Segunda División: 0
- Temporadas en Segunda División B: 0
- Temporadas en Tercera División: 16